# Qualificazioni al campionato mondiale di calcio 2026 - UEFA - Fase a gironi, gruppo G

## Classifica
Aggiornata al 10 giugno 2025.
| Pos. | Squadra     | Pt | G | V | N | P | GF | GS | DR  |
| ---- | ----------- | -- | - | - | - | - | -- | -- | --- |
| 1.   | Finlandia   | 7  | 4 | 2 | 1 | 1 | 5  | 5  | 0   |
| 2.   | Paesi Bassi | 6  | 2 | 2 | 0 | 0 | 10 | 0  | +10 |
| 3.   | Polonia     | 6  | 3 | 2 | 0 | 1 | 4  | 2  | +2  |
| 4.   | Lituania    | 2  | 3 | 0 | 2 | 1 | 2  | 3  | -1  |
| 5.   | Malta       | 1  | 4 | 0 | 1 | 3 | 0  | 11 | -11 |

## Risultati

### 1ª giornata
| Arbitro: | Simone Sozza |

|  |           |            |
|  | Marcatori | 38’ Antman |

| Arbitro: | Anastasios Sidīropoulos |

|                 |           |  |
| Lewandowski 81’ | Marcatori |  |

### 2ª giornata
| Arbitro: | Erik Lambrechts |

|                        |           |                                   |
| Kučys 39’ Gineitis 69’ | Marcatori | 4’ Kairinen 17’ (rig.) Pohjanpalo |

| Arbitro: | Morten Krogh |

|                    |           |  |
| Świderski 27’, 51’ | Marcatori |  |

### 3ª giornata
| Ta' Qali 7 giugno 2025, ore 18:00 CEST | Malta        | 0 – 0 referto | Lituania | Stadio di Ta' Qali (2 785 spett.)\| Arbitro: \| Marian Barbu \| |
| Arbitro:                               | Marian Barbu |               |          |                                                                 |

| Arbitro: | Daniel Siebert |

|  |           |                       |
|  | Marcatori | 6’ Depay 23’ Dumfries |

### 4ª giornata
| Arbitro: | João Pinheiro |

|                                   |           |            |
| Pohjanpalo 31’ (rig.) Källman 64’ | Marcatori | 69’ Kiwior |

| Arbitro: | Ricardo de Burgos Bengoetxea |

|                                                                                       |           |  |
| Depay 9’ (rig.), 16’ Van Dijk 20’ Simons 61’ Malen 74’, 80’ Lang 78’ Van de Ven 90+2’ | Marcatori |  |

### 5ª giornata
| Kaunas 4 settembre 2025, ore 20:45 CEST | Lituania | – referto | Malta | Stadio Darius & Girenas |

| Rotterdam 4 settembre 2025, ore 20:45 CEST | Paesi Bassi | – referto | Polonia | Stadio Feijenoord |

### 6ª giornata
| 7 settembre 2025, ore 20:45 CEST | Lituania | – referto | Paesi Bassi |  |

| 7 settembre 2025, ore 20:45 CEST | Polonia | – referto | Finlandia |  |

### 7ª giornata
| 9 ottobre 2025, ore 20:45 CEST | Finlandia | – referto | Lituania |  |

| 9 ottobre 2025, ore 20:45 CEST | Malta | – referto | Paesi Bassi |  |

### 8ª giornata
| 12 ottobre 2025, ore 20:45 CEST | Lituania | – referto | Polonia |  |

| 12 ottobre 2025, ore 20:45 CEST | Paesi Bassi | – referto | Finlandia |  |

### 9ª giornata
| 14 novembre 2025, ore 18:00 CET | Finlandia | – referto | Malta |  |

| 14 novembre 2025, ore 20:45 CET | Polonia | – referto | Paesi Bassi |  |

### 10ª giornata
| 17 novembre 2025, ore 20:45 CET | Malta | – referto | Polonia |  |

| 17 novembre 2025, ore 20:45 CET | Paesi Bassi | – referto | Lituania |  |

## Statistiche

### Classifica marcatori
Aggiornata al 10 giugno 2025.
3 reti
- Memphis Depay (1 rig.)

2 reti
- Joel Pohjanpalo (1 rig.)

- Donyell Malen

- Karol Świderski

1 rete
- Oliver Antman
- Kaan Kairinen
- Benjamin Källman
- Gvidas Gineitis

- Armandas Kučys
- Denzel Dumfries
- Noa Lang
- Xavi Simons

- Micky van de Ven
- Virgil van Dijk
- Jakub Kiwior
- Robert Lewandowski